# Вийк, Карл
Карл Харалд Вийк (швед. Karl H. Wiik; 1883, Гельсингфорс — 1946) — шведско-финский социал-демократ.

## Биография
Был депутатом Финляндского сейма в 1911-1918 годах. Активно помогал российским революционерам, в том числе В. И. Ленину.
Во время революции в Финляндии входил в красное правительство.
Был членом парламента Финляндии от социал-демократической партии с 1922 по 1929 год, с 1933 по 1941 год.
В 1940 году вместе с пятью другими депутатами был исключен из социал-демократической партии. Выступал против войны с СССР, в результате чего был арестован и провел 1941-1944 годы в тюрьме.
После заключения перемирия Финляндии и СССР был освобожден. Участвовал в создании ДСНФ. Вернулся в Парламент, членом которого был с 1944 года до своей смерти в 1946 году.